# Hakkák
A hakka népcsoport (kínai: 客家人, pinjin: kèjiā, magyaros: kocsia, hakka nyelven: Hak-kâ) a han kínai etnikumhoz tartozik. Nyelvük neve is hakka. A szó eredetileg nem egy népcsoport neve, a Szung-dinasztia (1270-es évek) idejében azokat a népeket jelölte, akik egy-egy területre máshonnan vándoroltak be, a szó jelentése is „vendég család” vagy „vendég emberek”.
A feltételezések szerint a hakkák eredetileg Észak-Kínából (például Honan (Henan)ból és Sanhszi (Shanxi)ból) vándoroltak az ország más területeire, főképp a déli tartományokba, Kuangtung (Guangdong)ba, Csianghszi (Jiangxi)ba, Fucsien (Fujian)be.